# 秦咀水库
秦咀水库是中国湖北省襄阳市襄州区境内的一座水库，位于淳河支流羊桥河上，建于1980年。水库正常库容为2045万立方米，集雨面积为100平方千米，海拔为79米。